# Marcello Malpighi

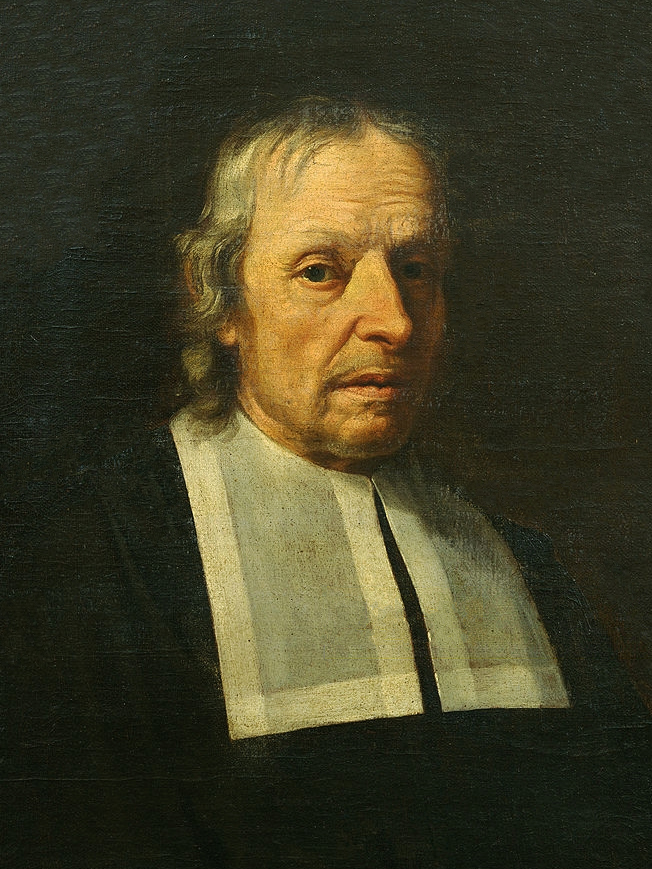
Marcello Malpighi

Marcello Malpighi (Crevalcore, 10 maart 1628 – Rome, 29 november 1694) was een Italiaanse arts, bioloog en anatoom. Hij wordt beschouwd als de grondlegger van de microscopische anatomie. Malphigi's naam is gedragen door meerdere fysiologische kenmerken gerelateerd aan het excretiesysteem, zoals de lichaampjes van Malpighi, de Malpighische piramides van de nieren en de buizen van Malpighi. De botanische familie Malpighiaceae is ook naar hem genoemd. Hij was de eerste persoon die haarvaten bij dieren zag, en hij ontdekte het verband tussen slagaders en aders dat William Harvey was ontgaan. Malpighi was een van de eerste mensen die rode bloedcellen onder een microscoop observeerde, na Jan Swammerdam.

## Biografie
Malpighi volgde een schoolopleiding en daarna een universitaire studie. In 1645 beëindigde hij zijn opleiding en vertrok naar de universiteit van Bologna waar hij in 1653 afstudeerde.
In 1656 werd Malpighi hoogleraar in Pisa in de theoretische geneeskunde. In 1659 keerde hij terug naar Bologna; in de periode 1662-1665 was hij nog korte tijd hoogleraar aan de universiteit Messina, in opvolging van professor Pietro Castelli, een periode waarin hij tijdelijk Bologna ontvluchtte.

### Ontdekkingen
Malpighi hield zich voornamelijk bezig met het bestuderen van de onzichtbare structuren van het lichaam met behulp van de microscoop, waarmee hij tal van ontdekkingen deed die een nieuw licht wierpen op onder andere het menselijk lichaam. Hij ontdekte onder meer de smaakpapillen op de tong, de pigmentlaag van de huid en de verbinding tussen de ruggenmerg en de hersenen.
Zijn meest beduidende vinding zou hij in 1661 gemaakt hebben. Hij ontdekte dat bloed door een haarvatennet in de longen gevoerd werd, waar in het midden microscopisch kleine blaasjes met de ingeademende lucht in aanraking komt. Malphighi had het bloedvatenstelsel van kikkers bestudeerd om hierachter te komen. Hiermee heeft hij het verband tussen slagaders en aders gevonden, dat William Harvey was ontgaan in zijn bevindingen. Harvey veronderstelde het verband tussen de aders namelijk, maar had er geen bewijs voor. Door Malpighi's briljantheid was er eindelijk een verklaring gevonden hoe het bloed steeds opnieuw kan circuleren. Malpighi zou nooit deze prestatie verewezenlijkt hebben zonder de microscoop, een vergrotingsapparaat om kleine dingen beter te waarnemen. De Nederlandse Sacharias Jansen van Middelburg staat erom bekend deze microscoop aan hem te hebben verkocht.
Bovendien leverde de microscoop meerdere wonderlijke ontdekkingen bij het ontleden van dieren. Door het gebruik van de microscoop ontdekte Malpighi dat ongewervelde dieren geen longen gebruiken om te ademen, maar kleine gaatjes in hun huid, de zogenaamde trachea.
Malpighi publiceerde in 1685 als eerste over "variaties in huidlijsten en -plooien", zoals de handlijnen en de vingerafdruk, en bleef gedurende de 18e eeuw gezaghebbend op dit onderwerp. 
De laatste jaren van zijn leven woonde hij in Rome waar hij aan een stuipaanval overleed.

## Bibliografie

Opera omnia, 1687